# Păștiță

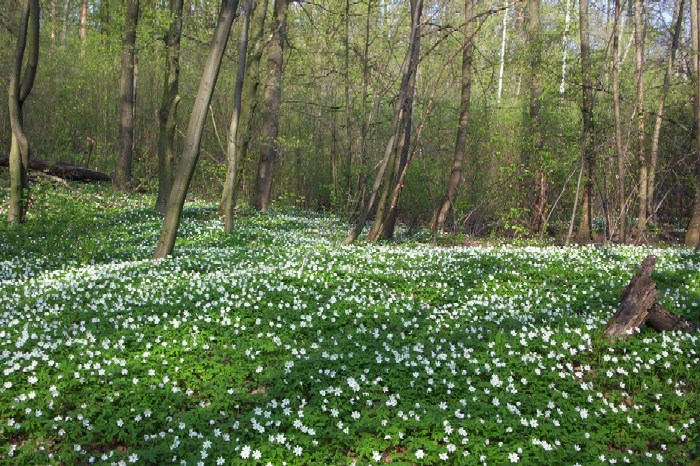
Poiană dintr-o pădure de foioase din Polonia plină de Anemone nemorosa înflorite.

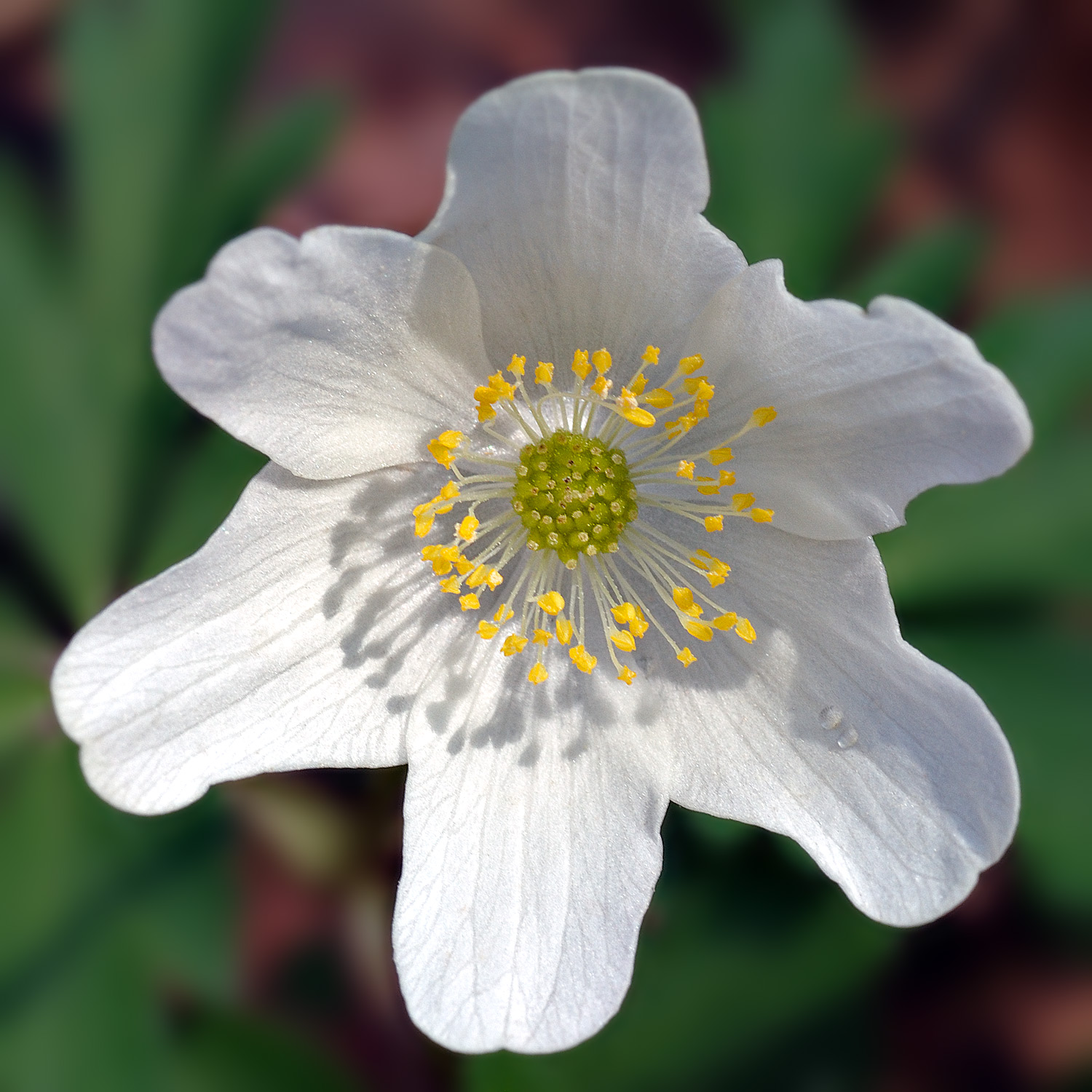
O macro-fotografie a florii păştiţei.

Păștiță, denumirea binomială, Anemone nemorosa, este unul din numele alternative populare românești ale acestei plante.  Alte denumiri românești populare includ (dar nu se reduc la): floarea-paștelui, găinușe (doar plural), oiță, păscuță, turculeț, floarea-oștilor, floarea-păsărilor, floarea-vântului și pâinea-paștelui.